# Saint-Pellerin (Eure-et-Loir)
Pour les articles homonymes, voir Saint-Pellerin.
Saint-Pellerin est une ancienne commune française située dans le département d'Eure-et-Loir en région Centre-Val de Loire : le 1er janvier 2017, Saint-Pellerin est intégrée à Vald'Yerre, avec statut de commune déléguée.

## Géographie

### Situation

Situation géographique
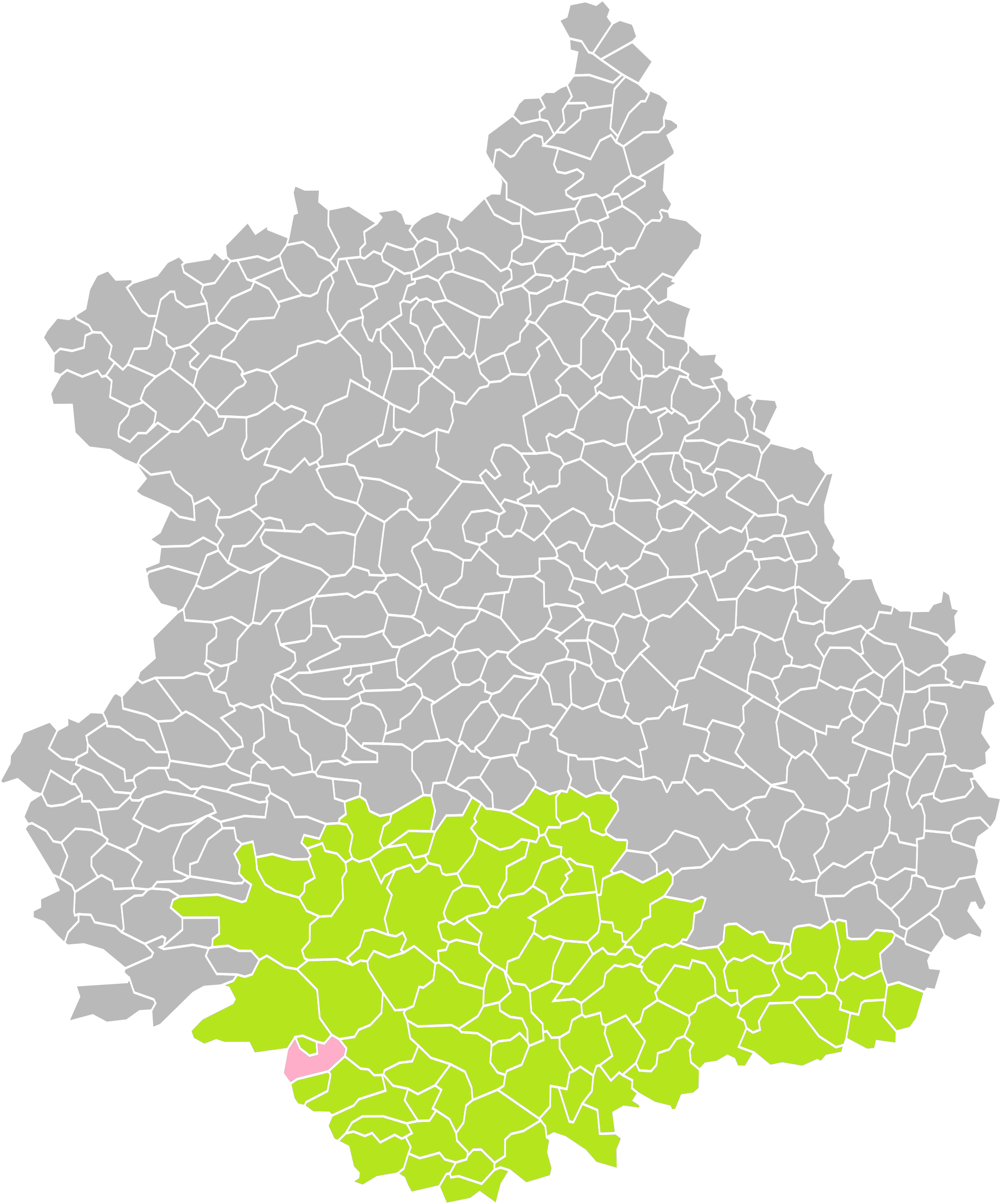
Saint-Pellerin dans son arrondissement.
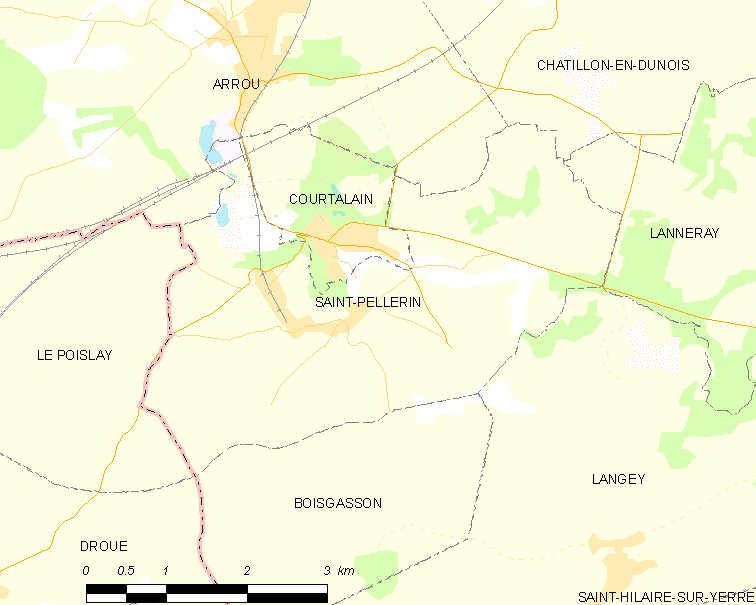
Carte de la commune de Saint-Pellerin, 2012.

### Communes et département limitrophes
| Arrou                     | Courtalain     | Châtillon-en-Dunois |
| Le Poislay (Loir-et-Cher) | Saint-Pellerin | Lanneray            |
| Droué (Loir-et-Cher)      | Boisgasson     | Langey              |

### Hameaux, lieux-dits et écarts
- Champchabot ;
- Grands-Ridrets ;
- Lignetière ;
- Taillis.

### Hydrographie
La commune est traversée par la rivière Yerre, affluent en rive droite du Loir, lui-même sous-affluent du fleuve la Loire par la Sarthe et la Maine.

### Transports et voies de communication

#### Desserte ferroviaire
Au cours du XIXe siècle, le chemin de fer prit une expansion considérable et la gare de Courtalain - Saint-Pellerin était un site ferroviaire important. La population était nombreuse, avec les constructions et les commerces qui en découlaient. Aujourd'hui l'activité est réduite à quelques liaisons TER. Une activité annexe existe (réparations, maintenance des motrices...) et le lieu sert aussi pour le stockage de certaines marchandises.

## Histoire

### XIeetXIIesiècles
Champchabot, lieu-dit de Saint-Pellerin, est mentionné sous les noms de Champchabot en 1192 et Chanchabot en 1620. Ce lieu-dit, dont le gué était un passage majeur, était l'un des plus importants de la commune.

### XVeetXVIesiècles
Guillaume du Plessis, seigneur du Mée, fait don à l'abbaye Saint-Avit-les-Guêpières de la métairie de la Lignetière, dans la paroisse de Saint-Pellerin, à l'occasion de l'entrée de sa fille Adrienne du Plessis comme religieuse dans ce monastère

### XVIIeetXVIIIesiècles
Au cours de la Révolution française, la commune porta provisoirement le nom d'Isle-sur-Yerre.

### XIXeetXXesiècles
En 1856, la commune comprend 23 maisons et 64 habitants. Il y avait là un ancien manoir seigneurial mentionné dès 1240 mais qui était déjà en ruine au XVIIIe siècle. Le fief et la justice dépendaient de la seigneurie du Mée. Joachim du Plessis semble être le dernier des seigneurs de Champchabot à avoir résidé sur place. Son testament du 18 septembre 1650 donne un aperçu de la vie d'un seigneur campagnard à l'époque[réf. nécessaire].
Le 1er janvier 2017, Saint-Pellerin est intégrée à la commune nouvelle de Vald'Yerre, avec statut de commune déléguée.

## Politique et administration

### Liste des maires
| Période                                  | Période          | Identité              | Étiquette | Qualité                                                                                                 |
| ---------------------------------------- | ---------------- | --------------------- | --------- | --- |
|                                          |                  | Louis François Dimier |           | Avocat, conseiller d'arrondissement, propriétaire du château de Corbuchet qu'il fait construire en 1836 |
| 1986                                     | mars 1999        | Hubert Quentin        |           | |
| Mars 1999                                | 31 décembre 2016 | Paulette Podskocova   | DVD       | Retraitée                                                                                               |
| Les données manquantes sont à compléter. |                  |                       |           | |

## Population et société

### Démographie
L'évolution du nombre d'habitants est connue à travers les recensements de la population effectués dans la commune depuis 1793. À partir du 1er janvier 2009, les populations légales des communes sont publiées annuellement dans le cadre d'un recensement qui repose désormais sur une collecte d'information annuelle, concernant successivement tous les territoires communaux au cours d'une période de cinq ans. 
Pour les communes de moins de 10 000 habitants, une enquête de recensement portant sur toute la population est réalisée tous les cinq ans, les populations légales des années intermédiaires étant quant à elles estimées par interpolation ou extrapolation. Pour la commune, le premier recensement exhaustif entrant dans le cadre du nouveau dispositif a été réalisé en 2007,.
En 2014, la commune comptait 345 habitants, en évolution de −6,25 % par rapport à 2009 (Eure-et-Loir : +1,94 %, France hors Mayotte : +2,49 %).
| 1793 | 1800 | 1806 | 1821 | 1831 | 1836 | 1841 | 1846 | 1851 |
| ---- | ---- | ---- | ---- | ---- | ---- | ---- | ---- | ---- |
| 476  | 461  | 474  | 460  | 606  | 700  | 735  | 762  | 501  |

| 1856 | 1861 | 1866 | 1872 | 1876 | 1881 | 1886 | 1891 | 1896 |
| ---- | ---- | ---- | ---- | ---- | ---- | ---- | ---- | ---- |
| 503  | 528  | 509  | 484  | 442  | 450  | 468  | 577  | 502  |

| 1901 | 1906 | 1911 | 1921 | 1926 | 1931 | 1936 | 1946 | 1954 |
| ---- | ---- | ---- | ---- | ---- | ---- | ---- | ---- | ---- |
| 530  | 585  | 590  | 544  | 578  | 605  | 617  | 506  | 536  |

| 1962 | 1968 | 1975 | 1982 | 1990 | 1999 | 2007 | 2012 | 2014 |
| ---- | ---- | ---- | ---- | ---- | ---- | ---- | ---- | ---- |
| 454  | 368  | 320  | 305  | 316  | 319  | 356  | 348  | 345  |

## Culture locale et patrimoine

### Lieux et monuments

#### Église Saint-Pellerin
L'église Saint-Pellerin a conservé une partie du mur sud de l'époque romane. Elle a été restaurée en 1821 après avoir été endommagée par la foudre. En 1993, elle a bénéficié d'une subvention de 25 000 francs pour restaurer la toiture en tuiles plates et le clocheton couvert d'ardoises.

Lieux et monuments de Saint-Pellerin
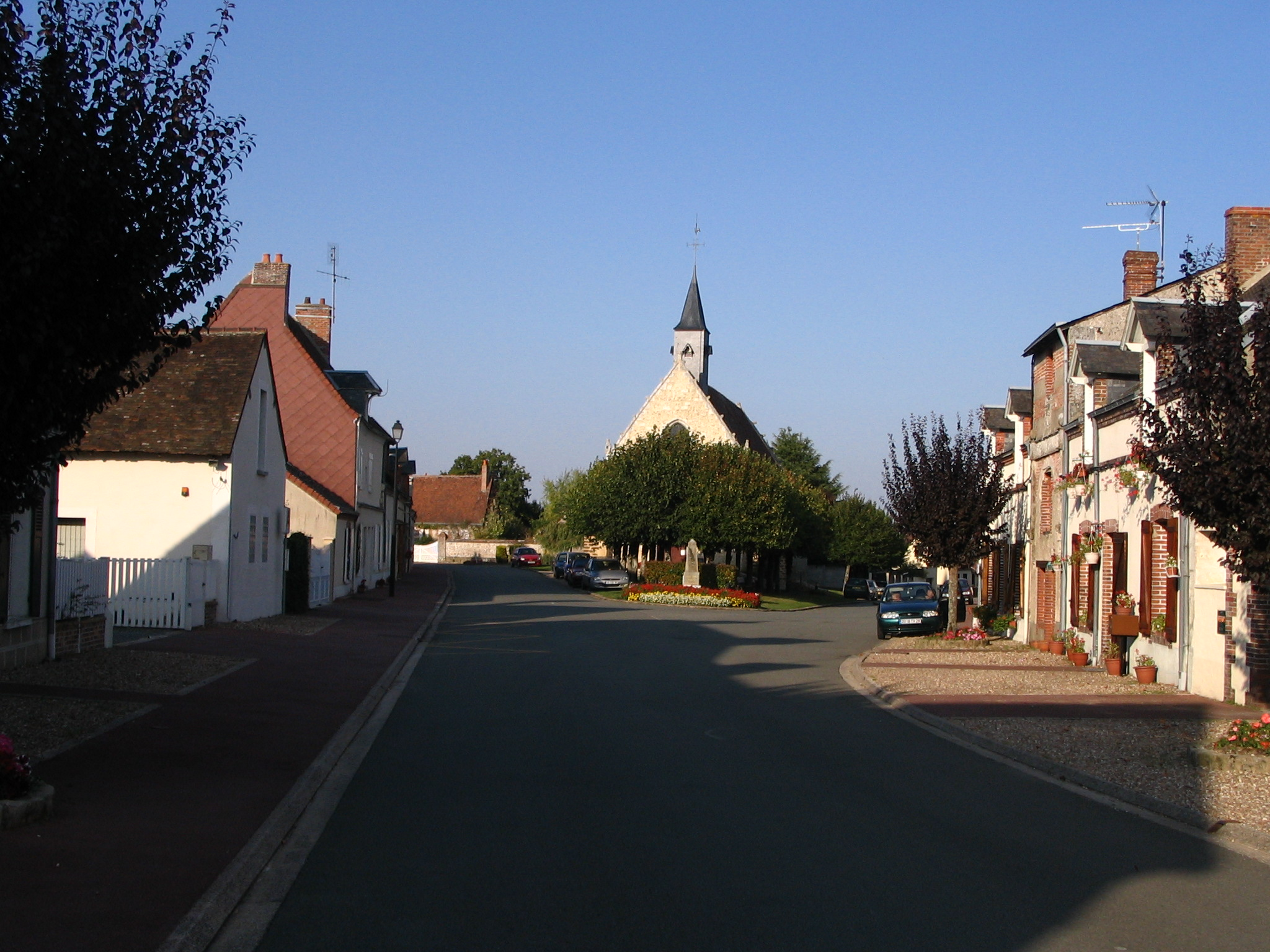
La rue principale.
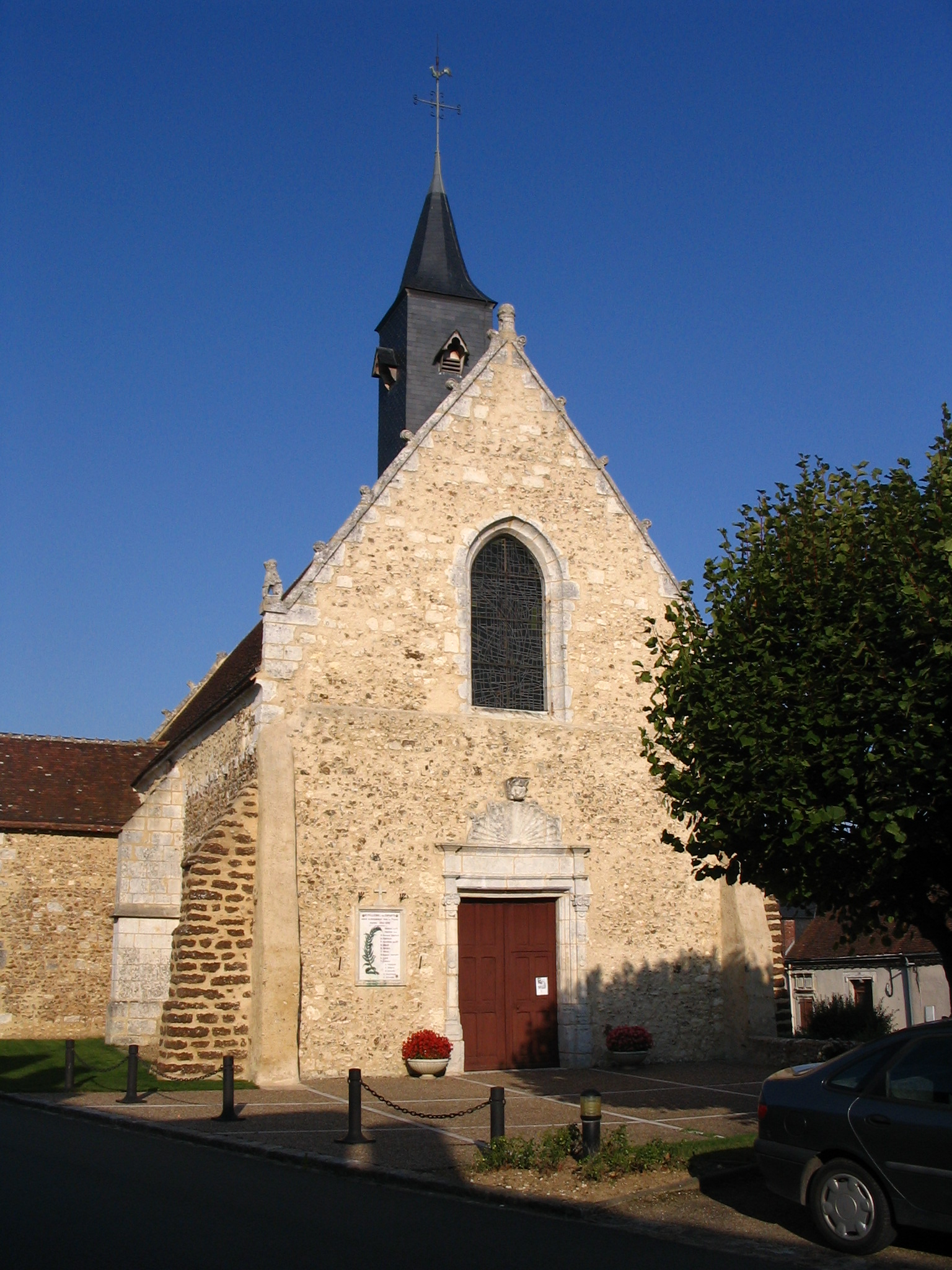
L'église.